# Tortilha espanhola

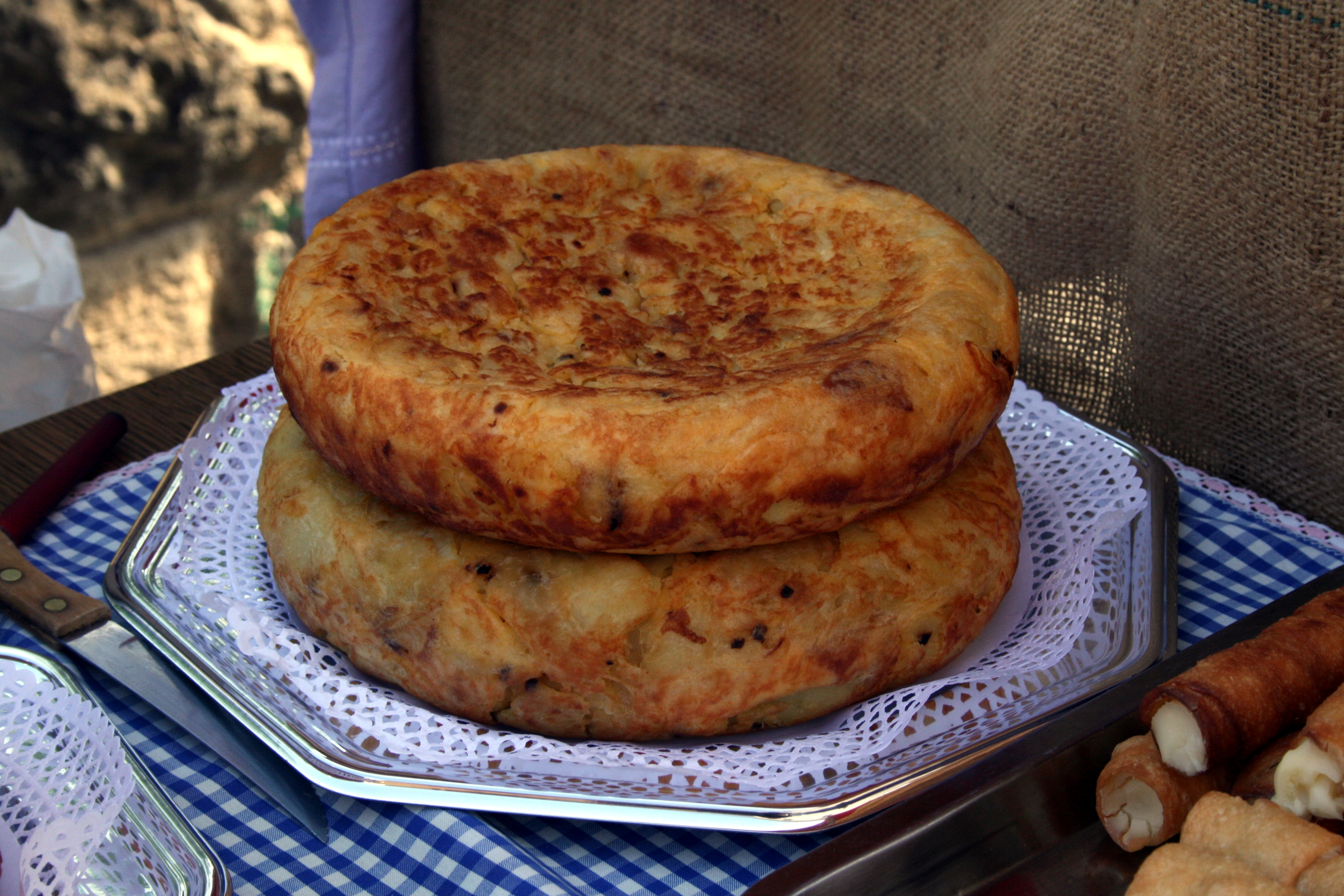
Tortilha de Astúrias, com sua altura característica

A tortilha espanhola ou simplesmente tortilha (em castelhano: tortilla de patatas) é uma espécie de omelete, feita com ovos e batatas fritas. É comum levar cebolas, dependendo da região onde é feita. 
As batatas devem ser cozinhadas lentamente primeiro no óleo ou azeite de oliva, para que encharquem e amoleçam, dando a consistência ideal para o prato.
É um prato que se serve desde o pequeno-almoço até ao jantar.

## História
O primeiro documento conhecido com menção à tortilha espanhola é de Navarra. Trata-se de um documento de origem anônima, chamado  "Memorial de la ratonera", dirigido às cortes em 1817, onde se mostram as condições miseráveis em que vivem os camponeses, em comparação com os habitantes de Pamplona e Ribera Navarra.
Após listar vários dos alimentos consumidos pelos camponeses, há uma citação que diz:

...dos o tres huevos en tortilla para cinco o seis, porque nuestras mujeres la saben hacer grande y gorda con pocos huevos mezclando patatas, atapurres de pan u otra cosa... (dois ou três ovos em uma tortilha para cinco ou seis pessoas, porque nossas mulheres sabem prepará-la grande e pesada mesmo com poucos ovos, misturando batatas, pedaços de pão ou outras coisas...)

## Variações

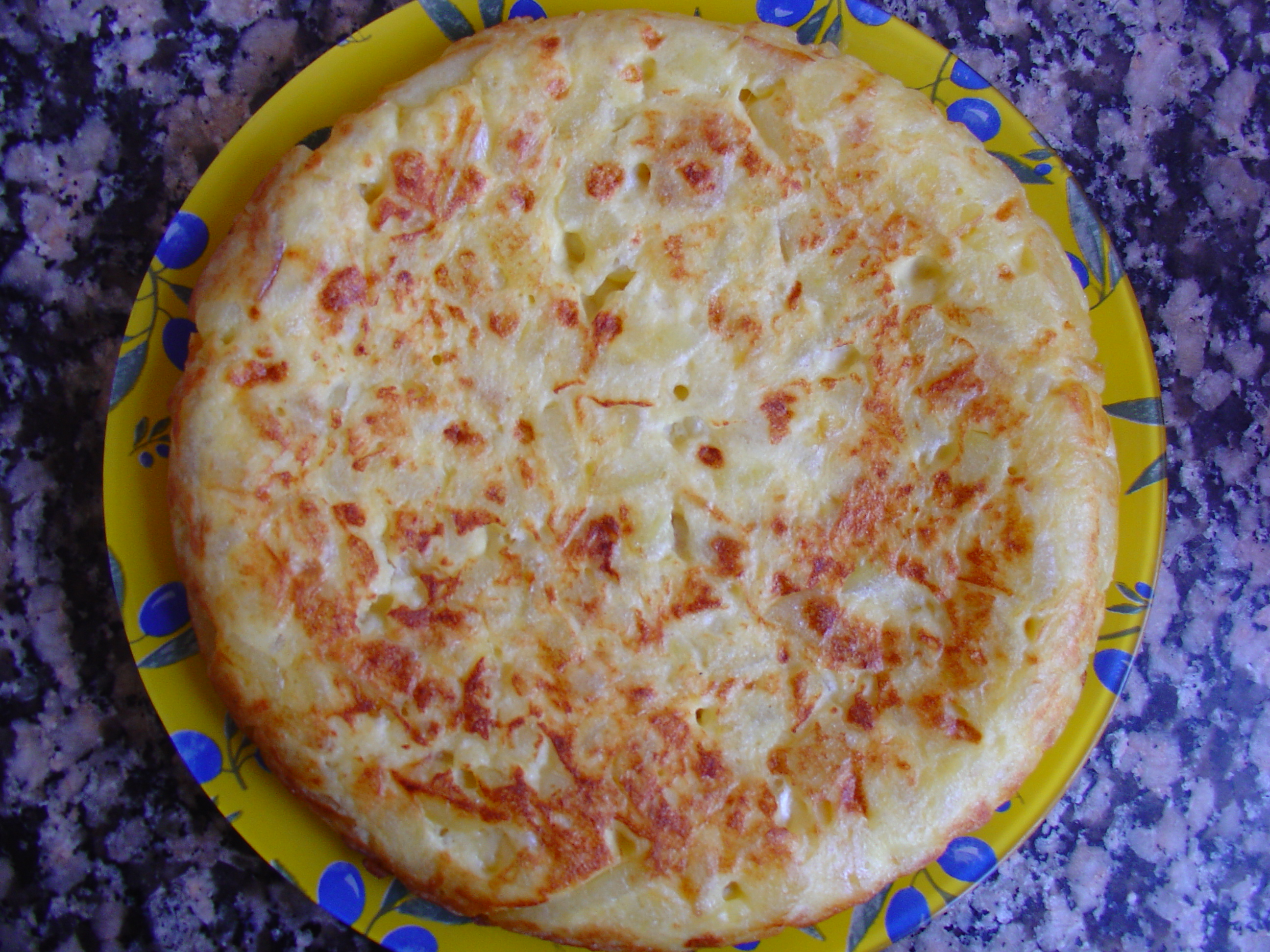
Tortilha espanhola inteira

Como quase todo prato típico, existem muitas variações possíveis, como por exemplo acrescentar pimentão verde, linguiça, champignon, etc. Uma variante comum é a tortilha à paisana que também leva chouriço, pimentões vermelhos e ervilhas.
Já existem inclusive receitas de tortilhas para veganos (que não consomem produtos de origem animal), que leva uma mistura de polvilho doce  e água (clara) + Amido de Milho (gema) no lugar de ovos para dar liga à receita.
Em Madrid se oferece também uma variante conhecida por tortilha brava que leva um tempero picante à base de páprica. Na Argentina são comuns também tortilhas com acelga e espinafre. Há uma receita semelhante na culinária suíça, chamada rösti, diferenciando-se da tortilha apenas por conter mais batatas e comumente ser assada após frita.